# 후지와라노 오키카제

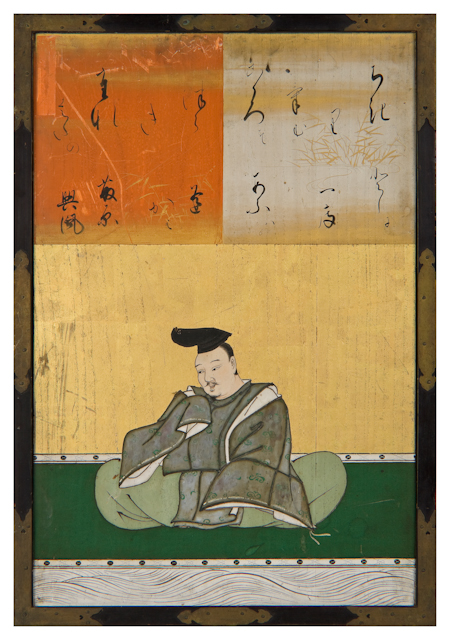
후지와라노 오키카제（『三十六歌仙額』）

후지와라노 오키카제(일본어: 藤原興風)은 일본 36가선중 한명이다. 헤이안(平安) 시대의 관인(官人)이자 가인(歌人)이었다. 참의(参議)를 지낸 후지와라노 하마나리(藤原浜成)의 증손이며, 아버지는 사가미(相模)의 3등 지방관이던 후지와라노 도나리(藤原道成)이다.
엔기(延喜)4년 (904년)에 고즈케(上野)의 제3등 지방관이 된다. 엔기 14년 (914년)에는 정6위상(正六位上), 치부소승(治部少丞)을 겸임한다. 비록 관직은 낮았으나 고금 와카집(古今和歌集)에서 중요한 입지를 가지고 있다.
고금 와카집에 17수(首), 그 외 칙찬 와카집(勅撰和歌集)에 총 38수가 정리되어 있다.